# Zdrobnienie
Zdrobnienie (deminutyw, deminutywum, deminutiwum, łac. deminutivum) – wyraz utworzony za pomocą odpowiedniego formantu oznaczający rzecz albo osobę mniejszą od nazywanej wyrazem podstawowym. Zdrobnienie oznaczać może też pozytywny (lub lekko pogardliwy) stosunek do omawianego obiektu.
Zdrobnienia są także środkiem stylistycznym i mają często mocne zabarwienie emocjonalne (przeważnie pozytywne, czasem ironiczne):
- wielkość: kot → kotek,
- stosunek pozytywny: mama → mamusia
- stosunek pogardliwy: bunt → buncik.

## Zdrobnienia w języku polskim
Polszczyzna jest językiem bardzo bogatym pod względem ilości form zdrobniałych i możliwości ich tworzenia.

W języku polskim występują dwie grupy form deminutywnych:
- deminutiva sensu stricto (czyli zdrobnienia właściwe),
- hipokoristika (czyli spieszczenia, grupa wtórna w stosunku do grupy powyższej).

Zdrobnieniom ulegają następujące części mowy:
- rzeczownik (najczęściej), przykłady: domek, bucik;
- przymiotnik, np. malutki, miluśki, bielusieńki;
- zaimek:
  - wskazujący, np. samiutki,
  - nieokreślony, np. każdziutki, wszyściutki,
  - przysłowny, np. wszędziutko,
  - w dawnej polszczyźnie także liczebny, np. niewieluczko;
- przysłówek – w podobnym stopniu co przymiotnik, np. malutko, bielusieńko;
- czasownik – bardzo rzadko, zazwyczaj są to formy używane w stosunku do dzieci, np. płakuniać, płakusiać.

Istnieją też zdrobnienia syntaktyczne, np. półbutek.

### Formanty deminutywne

#### Formanty o podstawie-k-
1. Sufiksy (przyrostki): -ek (kotek, Janek, dyrektorek), -ka (rączka, Franka, kolumienka), -ko (uszko);
w ten sposób powstały też niektóre nazwy własne, np. nazwiska Marcinek (od imienia Marcin), Pisarek (od nazwy zawodu pisarz), a także nazwy geograficzne Lwówek (od Lwów), Wólka (od Wola).
Może też wystąpić kumulacja dwóch takich samych sufiksów:
- -ek + -ek = -eczek (koteczek),
- -ka + -ka = -eczka (Aneczka),
- -ko + -ko = -eczko (kółeczko).

2. Sufiks -ik (-yk), np. pistolecik, szewczyk;
w ten sposób powstały też niektóre nazwy własne, np. nazwiska Michalik (od imienia Michał), Kowalik (od nazwy zawodu kowal).
3. Sufiks -czyk (powstały z przyrostka -ik poprzez absorpcję z formacji zakończonych na -ec), np. chłopczyk, kopczyk;
w ten sposób powstały też niektóre nazwy własne, np. nazwiska Młynarczyk, Kowalczyk (od nazw zawodów).
Może też wystąpić dalsza derywacja:
- -ik (lub -yk) + -ek = -iczek (-yczek),

np. stoliczek, koszyczek;
w ten sposób powstały też niektóre nazwy własne, np. nazwisko Janiczek (od imienia Jan).
4. Sufiks -ak (występuje zwłaszcza w północnej części Polski), np. psiak, kociak, szczeniak (dla określania istot młodych, niedorosłych), także przedszkolak, uczniak;
w ten sposób powstały też niektóre nazwy własne, np. nazwiska Majchrzak, Antoniak, Baraniak.
Może też nastąpić dalsze spieszczanie:
- -ak + -ek = -aczek,
- -ak + -ik = -aczyk,

np. przedszkolaczek;
w ten sposób powstały też niektóre nazwy własne, np. nazwisko Antkowiaczyk.
5. Sufiks -uk (występuje rzadko, ma pochodzenie kresowe), np. psiuk (to samo, co psiak);
w ten sposób powstały też niektóre nazwy własne, np. nazwiska Franczuk, Teodorczuk, lub imiona chrzestne Kaziuk, Ziuk.
6. W przeszłości używano też nieproduktywnych dziś formantów:
- -ec (i tak powstały wyrazy: kawalec, dębiec, a także nazwiska Kawalec, Michalec);
- -ica (dziewica, kaplica, Wiślica);
- -ic (dziedzic, rodzic, imiona własne Maciejowic, Kmicic); pod wpływem ruskim (tzn. ukraińskim) -ic i -owic zmieniły się na -icz, -owicz (Marianowicz);

w takiej formie formant jest produktywny i dzisiaj, ale powstałe wyrazy nie mają znaczenia deminutywnego (por. dorobkiewicz, karierowicz).
Obecnie w wyrazach utworzonych za pomocą tych formantów nie odczuwamy już form zdrobniałych.

#### Formanty o podstawie-ch-
1. Sufiks -ch, -cha (Stach, Kacha).
2. Sufiksy: -isz, -osz, -usz (formant wyabstrahowany; przykładowe formy spieszczonych imion: Bronisz, Miłosz, Matusz).
Od formantów tych wywodzą się bardzo często używane sufiksy:
- -iszek (braciszek),
- -aszek (Łukaszek),
- -uszek (kwiatuszek, kaczuszka, serduszko),

oraz mniej popularne:
- -oszek (chleboszek),
- -uszczek,
- -yszek (kamyszek).

#### Inne formanty
W języku polskim występują także inne formanty, poprzez które utworzono bądź tworzy się zdrobnienia. Są to:
- -ę (cielę, dziewczę), w dalszym stadium spieszczenia -ko (cielątko, dziewczątko), a następnie -czko (dziewcząteczko, paniąteczko);
- -ączko (ciemiączko),
- -eńko (serdeńko),
- -etko (poletko),
- -ułka (deszczułka),
- -yczka (twarzyczka),
- -iczko (weseliczko),
- -ina (chłopina),
- -uchna (morduchna),
- -uś, -usia (Maciuś, mamusia),
- -o (Stasio),
- -a (ciocia),
- -iś, -yś (Gabryś),
- -ś, -sia (byś (od byk), Marysia),
- -osia (gosposia),
- -ul, -ula, -ulo (tatul, matula, tatulo),
- -oś (Miłoś),
- -aś (chłoptaś),
- -uń (tatuń),
- -unia, -unio (mamunia, tatunio),
- -as (poufale Juras od Jurek).

#### Sufiksy przymiotnikowe i przysłówkowe
Do tworzenia zdrobnień od przymiotników i przysłówków służą następujące sufiksy:
- -eńki (maleńki),
- -enieńki (malenieńki),
- -uni (maluni),
- -usi (milusi),
- -utki (milutki),
- -uteczki (maluteczki),
- -utuchny (malutuchny),
- -uty (miluty),
- -utenieczki (starutenieczki),
- -ućki (milućki),
- -uczki (maluczki),
- -uśki (miluśki),
- -ylki,
- -uchny (bieluchny).

### Kategorie zdrobnień
Zdrobnieniom podlegają:
- wyrazy pospolite (domek),
- imiona własne (Kasia, Staś, Pawełek, Urszulka).

W zdrobnieniach imion zazwyczaj końcówka dodawana jest do pierwszej sylaby:
Katarzyna → Kasia,
Józef → Józek,
Roman → Romek.

### Funkcje zdrobnień
Zdrobnienia mogą pełnić w mowie bardzo różne funkcje:
- wskazanie na niewielki rozmiar danego obiektu (dziewczynka, domek),
- wskazanie na nikłe znaczenie danego obiektu (warszawka, pistolecik),
- pieszczotliwa forma:
  - ze względu na pozytywny stosunek do danego obiektu,
  - ze względu na pozytywny stosunek do osoby, do której mówiący się zwraca (np. matka mówi do dziecka: Zobacz, jaki ładny kotek.);
- wyrażanie negatywnego: pogardliwego, lekceważącego bądź ironicznego, a także z odcieniem politowania w stosunku do danego obiektu (dyrektorek, komendancik, warszawka, babina).

## Zdrobnienia w innych językach
W wielu językach (w tym w języku polskim) zdrobnienie można utworzyć z prawie każdego rzeczownika, ale np. w języku angielskim tylko niektóre rzeczowniki mają zdrobnione formy. Ogólnie rzecz biorąc, w językach indoeuropejskich i ałtajskich do tworzenia zdrobnień służą sufiksy.

### Język niemiecki
W języku niemieckim tworzy się poprzez dodanie końcówek -lein, -chen (das Kind – dziecko → das Kindlein, das Kindchen – dzieciątko; das Haus – dom → das Häuschen – domeczek). Ponadto powszechnymi zdrobnieniami w mowie dziecięcej (a także poufałymi w kręgu rodzinnym) są np.: der Vati – tatuś, die Mutti – mamusia, der Opi – dziadziuś, die Omi – babcia.

### Język arabski
W języku arabskim zdrobnienia tworzy się według wzoru 1u2aj3 (por. rdzeń trójspółgłoskowy), np.:
- kalb ﻛﻠﺐ pies → kulajb ﻛﻠﻴﺐ
- chadim ﺧﺎﺩﻡ sługa → chuwajdim ﺨﻮﻳﺪﻡ

### Języki salisz
W językach salisz forma ta jest tworzona za pomocą reduplikacji wewnątrz rdzenia wyrazu, np. w języku st’át’imcets:
- sqáxa7 pies → sqéqxa7 szczeniak.

## Zdrobnienie jako środek stylistyczny
Zdrobnienie należy do słowotwórczych środków stylistycznych. Może pełnić w dziele literackim następujące funkcje:
- zmniejszenie wartości opisywanego obiektu,
- funkcja hipokorystyczna (pieszczotliwa),
- nadanie wypowiedzi charakteru żywej, potocznej mowy.

Przykład użycia zdrobnień jako środka artystycznego wyrazu:
„Przymruż złociste światełka,
Ukryj się pod matki rąbek,
Nim cię zgubi śronu ząbek
Lub chłodnej rosy perełka.”
(Adam Mickiewicz, Pierwiosnek)